# Manuel del Pópulo Vicente García
Manuel del Pópulo Vicente García conegut com a Manuel García, i de nom autèntic Manuel Rodríguez Aguilar (Sevilla, Andalusia, 1 de novembre de 1775 - París, Illa de França, 16 de juny de 1832) fou un cantant, compositor, empresari operístic i mestre de cant espanyol.

## Biografia
Admès com a nen de cor en la catedral de Sevilla a l'edat de sis anys, feu en aquesta els estudis musicals i tingué per mestres en Ripa i en Juan Almarca. Com que en aquell temps no hi havia teatre a Sevilla, les idees de García sortien de la música religiosa, única que coneixia. Als disset anys ja era avantatjosament conegut com a cantant, compositor i director d'orquestra. La seva reputació s'estengué ben aviat, i el director del teatre de Cadis el cridà i el feu debutar en una tonadilla, en la que García introduí alguns aires de la seva composició.
Es casà, en 1797, amb l'actriu i cantant Manuela Morales (nom artístic de Manuela Aguirre Pacheco) (1777-després de 1836), amb la qual tingué quatre fills, una dels quals, Josefa, es convertiria en cantant coneguda amb el nom casat de Ruiz García. Cantaren junts en moltes obres fins que els problemes de la parella (Manuel suplantà la seua dona tant professionalment com sentimentalment, per altra cantant d'òpera, María Joaquina Sitches, coneguda en el món artístic com Joaquina Briones), els dugué a la separació. Amb Joaquina Briones tindria tres fills: Manuel Vicente García, nom artístic de Manuel Vicente Patricio Rodríguez Sitches; María de la Felicidad García Sitches, coneguda com la Malibran (cognom del seu marit); Paulina García Sitches, coneguda també pel cognom del marit, com la Viardot.
La seva veu de baríton-tenor era ben timbrada, àgil i extensa, però, com ell deia més tard, era tan maldestre en l'escena, que el més inepte no hagués pogut descobrir en ell el gen dramàtic que després li donà tanta fama. De Cadis es traslladà a Madrid, on debutà amb un oratori en el qual fou aplaudit, així com diverses tonades que va compondre. En una excursió que va fer a Màlaga li posaren en escena la seva primera òpera, en un acte, titulada El preso amb llibret de Pablo del Moral; després anà a Madrid, fugint de la febre groga que feia estralls en la capital andalusa i allà es presentaren les seves òperes El posadero; El preso por amor; Quien porfia mucho alcanza; El velón de madera; El criado fingido; El farfalla; El tio y la tia; El cautiverio aparente; Los ripios del maestro Adán; El hablador; Florinda, i, finalment, El poeta calculista, en la qual es troba el cèlebre polo, Yo que soy contrabandista, que aconseguí immensa popularitat.
Es dirigí a París el 1808 on cantà en italià, llengua que no coneixia, en l'Òpera bufa, causant gran entusiasme amb la seva animació andalusa, segons frase de Fétis, que pujà de punt quan, pel seu benefici, el 1809, cantà El poeta calculista; la música popular espanyola imitada en aquesta obra, produí un verdader furor.

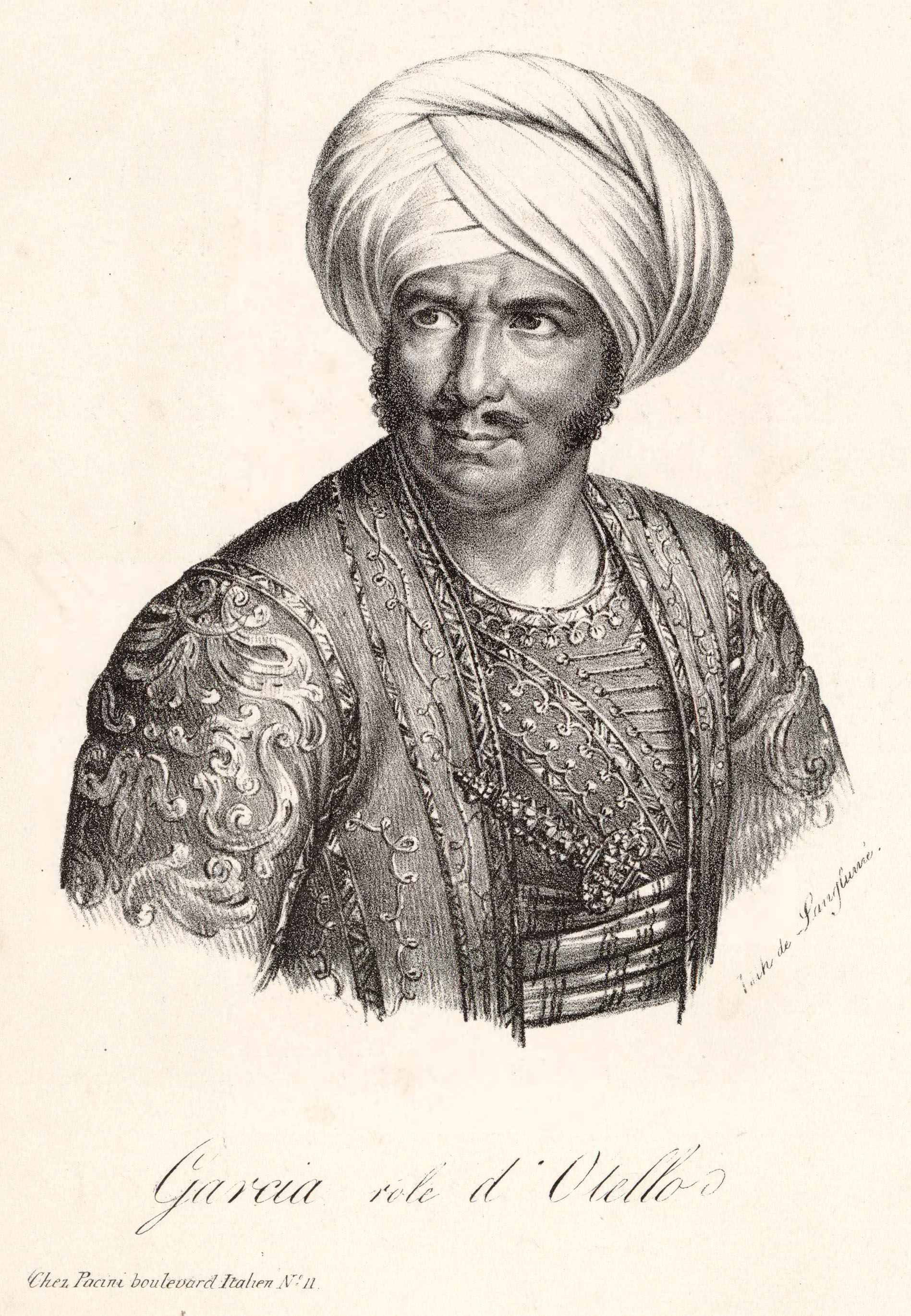
Manuel García vestit per interpretar Otello

A principis de 1811 marxà vers Torí, Nàpols i Roma, on fou acollit com un artista distingit. En aquell país feu sòlids estudis de l'art del cant amb el tenor Giovanni Ansani, sofrint una completa transformació. El 1812 feu representar a Nàpols la seva òpera El califa de Bagdad; Rossini li confià per la seva estrena els primers papers de les seves òperes Elisabetta, regina d'Inghilterra (Norfolk), i El barber de Sevilla (Almaviva). El 1817 s'estrena en l'Òpera còmica de París la seva en tres actes intitulada Le Prince d'occasion. Aquest mateix any partí cap a Londres, retornà a París el 1819 i cantà en el teatre italià fins al 1824, aconseguint grans triomfs com a cantant, especialment en les òperes Otello, Don Giovanni (on ell va exercir el paper de baríton del protagonista) i El barber de Sevilla, i com a compositor amb les seves òperes La mort du Tasse (1821), Florestán (1822), Il fazzoletto (1823), i La meunière (1823). Llavors fundà una escola de cant, acreditant-se com un mestre excel·lent, i on formà notables artistes, destacant entre ells els seus fills, Josefa, Maria i Manuel Júnior, el tenor Adolphe Nourrit i la soprano Henriette Méric-Lalande.
El 1824 tornà a Londres, com a primer tenor del teatre del Rei; l'any següent projectà fer una excursió als Estats Units i s'embarcà a Liverpool, formant part de la seva companyia, la seva esposa i els seus fills Manuel i Maria. L'entusiasme del públic de Nova York no tingué límits; a més, donà conèixer les obres de Rossini, Giulietta e Romeo de Nicola Zingarelli, i L'amante artista i La figlia dell' aria, escrites per ell mateix. A petició i en presència d'un emotiu Lorenzo da Ponte, que vivia als Estats Units en aquest moment, García també representà Don Giovanni de Mozart (a falta d'un segon tenor en l'empresa, per al paper de Don Ottavio hagué de ser contractat un tenor local). El 1827 hagué de sortir de Nova York a causa de la cruesa del clima i es dirigí a Mèxic; allà tingué un treball considerable, ja que va haver de traduir al castellà totes les obres italianes que representava doncs aquell públic, amb molt bon sentit, volia comprendre el que escoltava; els donà les seves obres originals Abufar, Semiramis (1828), Alendi, El gitano por amor, Los maridos solteros, Saira i Una hora de matrimonio.
En anar a embarcar-se vers Europa fou assaltat per uns bandits que li robaren tot el que posseïa i havia guanyat a Amèrica. Arribà a París, pobre i sense recursos, i encara que tornà a cantar al Teatre Italià va haver de retirar-se, ja que l'edat, el cansament i les desgràcies havien minvat completament la seva veu. Allà va tornar a obrir la seva escola de cant, destacant en aquesta ocasió entre els seus alumnes la seva filla menor Paulina, que seria famosa amb el nom de Pauline Viardot. La seva neboda Antonia Sitcher de Mendi que també seria força coneguda a més, com a compositora, va estudiar en la mateixa escola però ja amb el fill de Manuel García.
Com a cantant i com a actor, García fou un artista de primer ordre i pocs podien rivalitzar amb ell. La seva veu timbrada, el depurat estil, el seu sentiment, la seva gràcia i el domini de l'escena, eren qualitats més que suficients per apoderar-se del públic.
Era també un fecund i fàcil compositor, però les seves obres no es distingeixen per l'originalitat, pel que caigueren aviat en l'oblit.